# Morti nel 1663
| Questa pagina contiene informazioni ricavate automaticamente dalle voci biografiche con l'ausilio del template Bio e di un bot. L'aggiornamento è periodico e automatico e ricostruisce completamente la pagina. Se manca una persona in questa lista, sei pregato di non aggiungerla, ma accertati piuttosto che la sua voce biografica contenga il template Bio e che i dati anagrafici siano correttamente compilati. Se il template Bio manca, inseriscilo tu stesso o, in alternativa, metti l'avviso {{tmp\|Bio}} che ne segnala la mancanza. Se i dati riportati sono sbagliati, correggi direttamente la voce biografica; le modifiche saranno visibili in questa lista entro pochi giorni. Per chiarimenti vedi il progetto biografie. La lista contiene solo le 68 persone che sono citate nell'enciclopedia e per le quali è stato implementato correttamente il template Bio. Pagina aggiornata al 18 mag 2025. |

## Gennaio(6)
- 3 gennaio - Muzio Febonio, religioso e storico italiano (n. 1597)
- 4 gennaio - Ernestina Iolanda di Ligne, nobildonna belga (n. 1594)
- 6 gennaio - Simone Luzzatto, rabbino italiano (n. 1580)
- 10 gennaio - Cherubina dell'Agnus Dei, religiosa e mistica italiana (n. 1601)
- 11 gennaio - Madre Maria Eletta di Gesù, religiosa italiana (n. 1605)
- 23 gennaio - Giovan Carlo de' Medici, cardinale italiano (n. 1611)

## Febbraio(2)
- 8 febbraio - Marcello Cervini, vescovo cattolico italiano
- 19 febbraio - Adam Adami, vescovo cattolico tedesco (n. 1610)

## Marzo(2)
- 13 marzo - Hugo Eberhard Cratz von Scharfenstein, vescovo cattolico tedesco (n. 1595)
- 13 marzo - Edoardo del Palatinato-Simmern, nobile (n. 1625)

## Aprile(5)
- 3 aprile - Tommaso Aversa, poeta e drammaturgo italiano (n. 1623)
- 7 aprile - Ciro di Pers, poeta italiano (n. 1599)
- 17 aprile - Ilarione Rancati, teologo italiano (n. 1594)
- 23 aprile - Claude Guillermet de Bérigard, filosofo francese (n. 1578)
- 29 aprile - Margherita Violante di Savoia, principessa italiana (n. 1635)

## Maggio(1)
- 11 maggio - Enrico II di Orléans-Longueville, nobile (n. 1595)

## Giugno(5)
- 4 giugno - William Juxon, arcivescovo anglicano inglese (n. 1582)
- 5 giugno - Béatrice de Cusance, duchessa francese (n. 1614)
- 8 giugno - Maiolino Bisaccioni, storiografo, letterato e librettista italiano (n. 1582)
- 20 giugno - Caterina Enrichetta di Borbone, nobile francese (n. 1596)
- 28 giugno - Giulio Cesare Sacchetti, cardinale e vescovo cattolico italiano (n. 1587)

## Luglio(4)
- 16 luglio - Guglielmo VI d'Assia-Kassel, nobile tedesco (n. 1629)
- 20 luglio - Antonino Diana, teologo italiano (n. 1586)
- 21 luglio - Francesco Allegrini, pittore italiano (n. 1587)
- 31 luglio - Marco Marchiani, vescovo cattolico italiano (n. 1596)

## Agosto(1)
- 27 agosto - Nicolò Guidi di Bagno, militare, arcivescovo cattolico e cardinale italiano (n. 1584)

## Settembre(4)
- 12 settembre - Ottavio I Gonzaga, nobile e militare italiano (n. 1622)
- 17 settembre - Carlo Garavaglia, scultore e incisore italiano (n. 1617)
- 18 settembre - Giuseppe da Copertino, presbitero italiano (n. 1603)
- 27 settembre - Filippo di Schleswig-Holstein-Sonderburg-Glücksburg, nobile tedesco (n. 1584)

## Ottobre(4)
- 7 ottobre - Sofia Eleonora d'Assia-Darmstadt (n. 1634)
- 9 ottobre - Adolphus Vorstius, medico e botanico olandese (n. 1597)
- 20 ottobre - Raphael Cotoner, militare spagnolo (n. 1601)
- 31 ottobre - Théophile Raynaud, teologo francese (n. 1583)

## Novembre(4)
- 3 novembre - Carlo Giuliani, vescovo cattolico italiano
- 13 novembre - Domenico Guargena, pittore italiano (n. 1610)
- 17 novembre - Biagio Marini, violinista e compositore italiano (n. 1594)
- 24 novembre - Luigi IV di Legnica, nobile polacco (n. 1616)

## Dicembre(6)
- 5 dicembre - Miguel Juan Balaguer, vescovo cattolico spagnolo (n. 1597)
- 5 dicembre - Severo Bonini, compositore e organista italiano (n. 1582)
- 17 dicembre - Nzinga di Ndongo e Matamba, regina (n. 1583)
- 21 dicembre - Camillo Astalli, cardinale e vescovo cattolico italiano (n. 1616)
- 27 dicembre - Cristina di Borbone-Francia, principessa (n. 1606)
- 28 dicembre - Francesco Maria Grimaldi, gesuita, fisico e astronomo italiano (n. 1618)

## Senza giorno specificato(24)
- Abu al-Ghazi Bahadur, politico turco (n. 1603)
- Lubin Baugin, pittore francese
- Thomas Baylie, pastore protestante inglese (n. 1582)
- Cornelio II Bentivoglio, nobile (n. 1606)
- Guido Cagnacci, pittore italiano (n. 1601)
- Tommaso Caracciolo, arcivescovo cattolico italiano (n. 1599)
- Valeriano Castiglione, religioso e scrittore italiano (n. 1593)
- Alexander van Fornenbergh, nobile, scrittore e pittore olandese
- Francesco Generini, scultore e ingegnere italiano (n. 1593)
- Balthasar Gerbier, miniaturista, diplomatico e architetto olandese (n. 1592)
- Jean Guyon Du Buisson, operaio francese (n. 1592)
- Jan Miel, pittore fiammingo (n. 1599)
- Henry Lucas, religioso e politico inglese (n. 1610)
- Giacomo II Malaspina, nobile italiano (n. 1593)
- Angelo Notari, compositore italiano (n. 1566)
- Charles Potter, filosofo britannico
- Francesco Scannelli, storico dell'arte e medico italiano (n. 1616)
- Heinrich Scheidemann, compositore e organista tedesco
- Ferdinando Stocchi, presbitero, letterato e falsario italiano (n. 1611)
- Giovanni Battista Urbinelli, pittore italiano (n. 1605)
- Giovanni Battista Visco, vescovo cattolico e teologo italiano
- Hans de Jode, pittore olandese (n. 1630)
- Claude de Jongh, pittore olandese (n. 1605)
- Husayn Pascià, sultano ottomano